# Paratrechina flavipes
Paratrechina flavipes är en myrart som först beskrevs av Smith 1874.  Paratrechina flavipes ingår i släktet Paratrechina och familjen myror. Inga underarter finns listade i Catalogue of Life.

## Bildgalleri

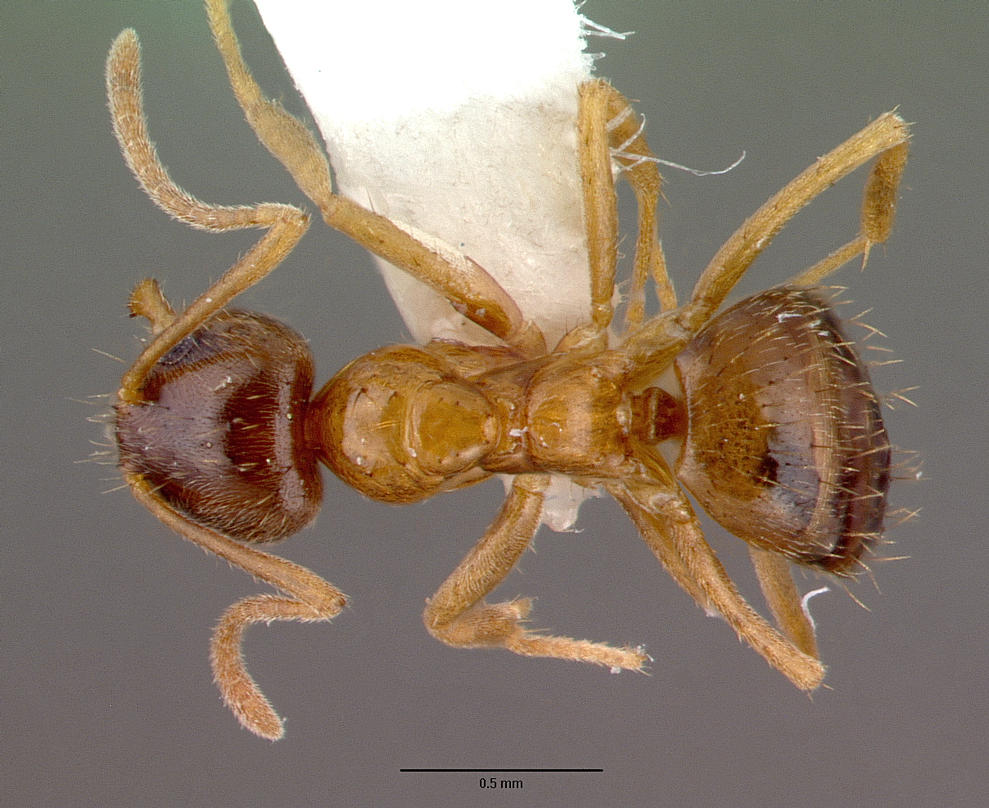
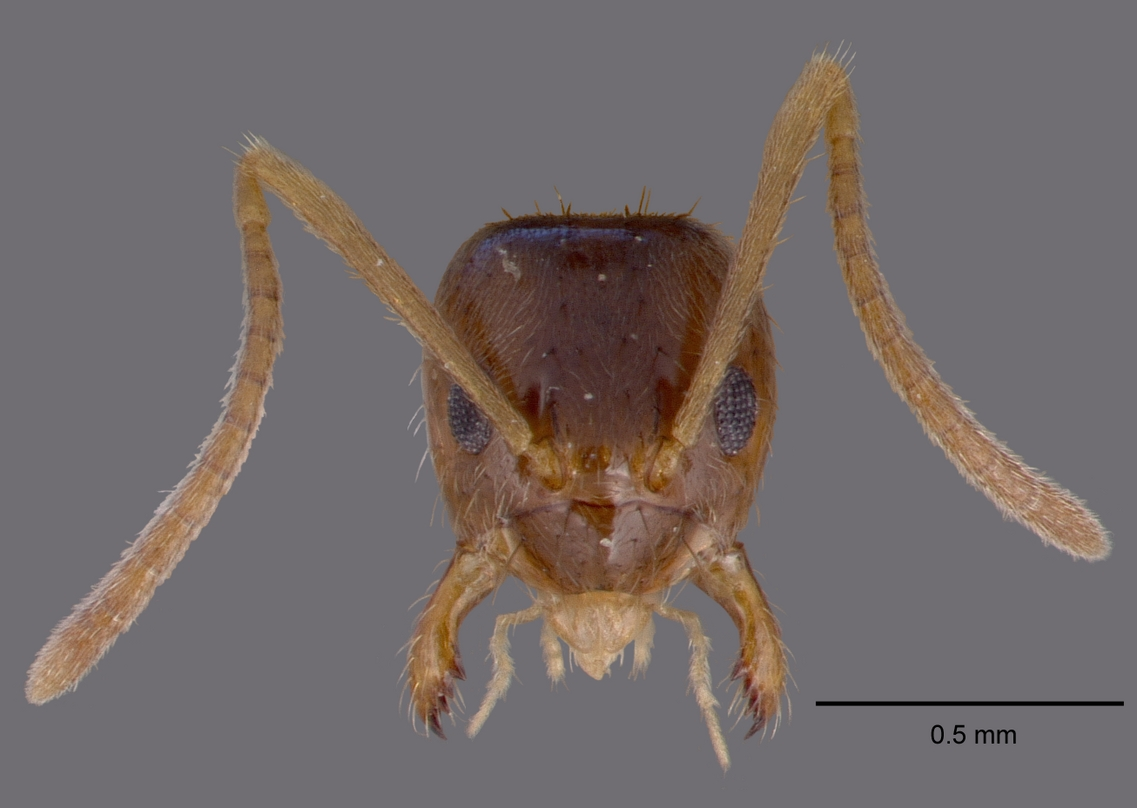
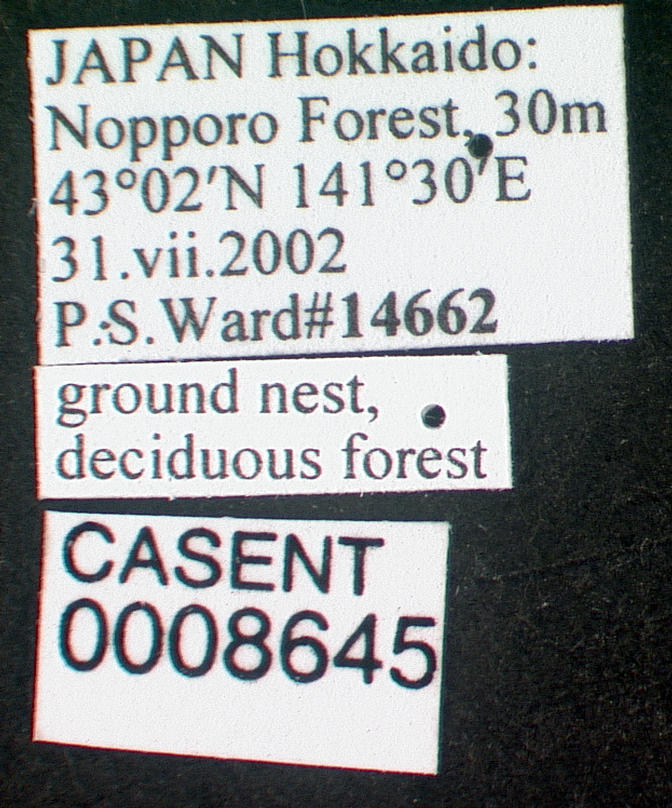
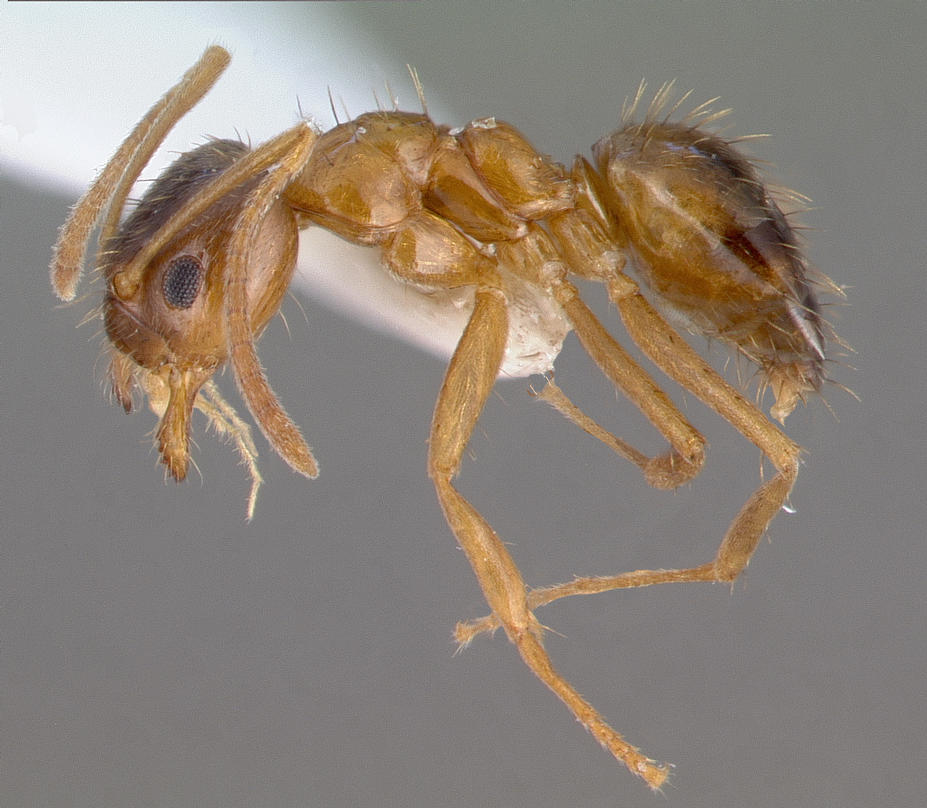
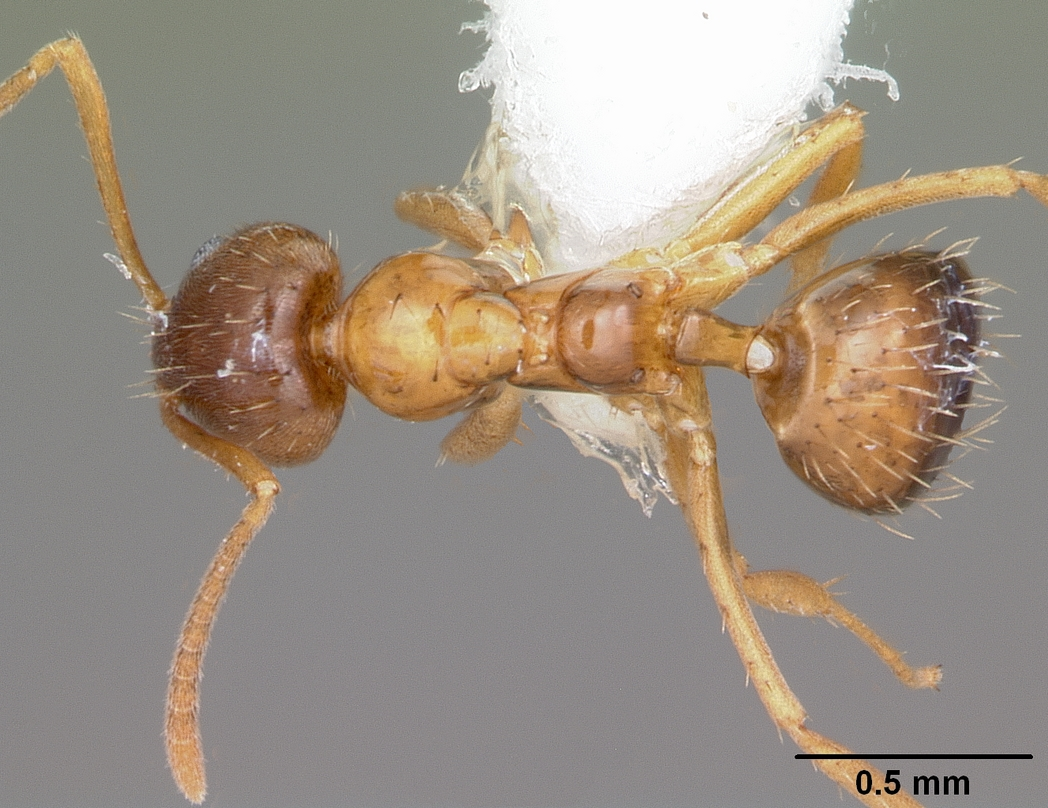
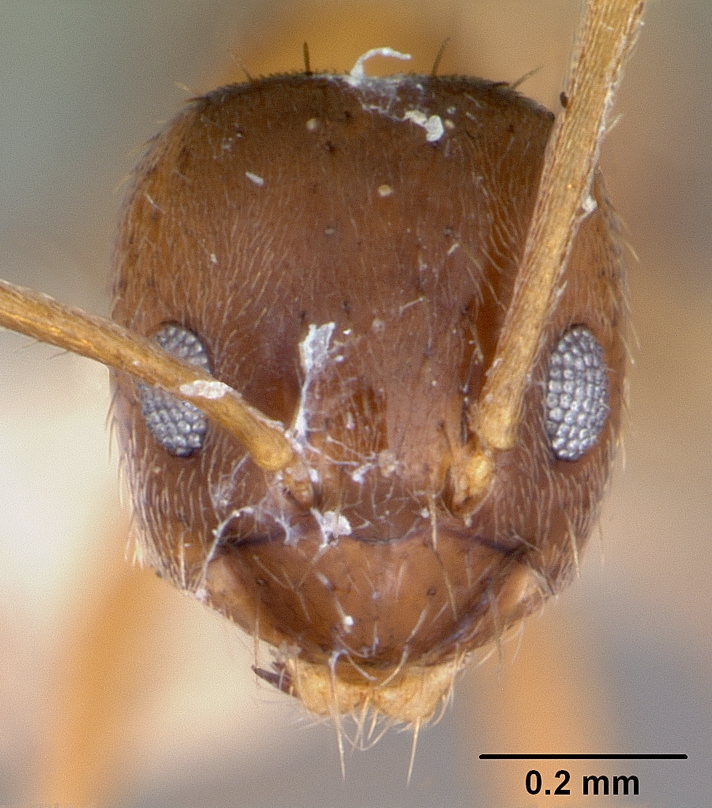